# Tomice (województwo mazowieckie)
Tomice – wieś sołecka w Polsce położona w województwie mazowieckim, w powiecie piaseczyńskim, w gminie Góra Kalwaria. Leży przy drodze krajowej nr 79.
W latach 1975–1998 miejscowość położona była w województwie warszawskim.

## Ciekawe osoby i wydarzenia
W II połowie XIX w. dziedzicem tej wsi oraz sąsiedniej Wólka Załęska był Zdzisław Jan Tomicki (ur. 6.04.1841) syn generała Jana Tomickiego - żołnierza Księstwa Warszawskiego, powstańca listopadowego i Tekli ze Straszewiczów.